# Herron, Montana
Herron, Montana (енгл. Herron) насељено је место без административног статуса у америчкој савезној држави Монтана.

## Демографија
По попису из 2010. године број становника је 116, што је 16 (16,0%) становника више него 2000. године.
| Група             | 2000.      | 2010.       |
| Белци             | 95 (95,0%) | 104 (89,7%) |
| Афроамериканци    | 0 (0,0%)   | 0 (0,0%)    |
| Азијати           | 0 (0,0%)   | 0 (0,0%)    |
| Хиспаноамериканци | 0 (0,0%)   | 6 (5,2%)    |
| Укупно            | 100        | 116         |